# Robert Dühring
Robert Dühring (* 24. April 1979) ist ein ehemaliger deutscher Basketballspieler. Der 2,02 Meter lange Flügel- und Innenspieler bestritt 47 Bundesliga-Spiele für Nürnberg.

## Laufbahn
Dühring wechselte im Jahr 2000 vom Turn- und Sportverein Geretsried zu Falke Nürnberg in die 2. Basketball-Bundesliga. 2005 wurde er mit den Franken Meister der 2. Liga Süd und stieg in die Basketball-Bundesliga auf. In Bezug auf seine persönlichen statistischen Werte war die Saison 2006/07 Dührings erfolgreichste im deutschen „Basketball-Oberhaus“, als er in 33 Einsätzen im Schnitt 4,2 Punkte und 2,6 Rebounds erzielte. Jedoch endete die Saison mit Nürnbergs Abstieg in die 2. Bundesliga ProA. Nach einem weiteren Zweitligajahr mit den Franken beendete Dühring im Frühjahr 2008 seine Leistungssportkarriere. Neben dem Basketball absolvierte er ein Studium im Fach Biologie.